# قائمة إصدارات الطوابع في العراق (2001-2010)
هذه قائمة بإصدارات الطوابع في العراق للفترة 2001-2010:

## إصدارات 2001
بلغ عدد إصدارات سنة 2001 اثني عشر إصدارا وقد ضمت 35 طابعا وست بطاقات تذكارية.

### إصدارات ذكرى ملجأ العامرية
أصدر طابعان وبطاقة تذكارية في ذكرى قصف ملجأ العامرية والذي قصف أثناء حرب الخليج الثانية. فقد أدت إحدى الغارات الأميركية يوم 13 شباط 1991 على بغداد بواسطة طائرتين من نوع أف-117 تحمل قنابل ذكية إلى تدمير الملجأ مما أدى إلى مقتل أكثر من 400 مدنيٍ عراقيٍ من نساء وأطفال. وقد بررت قوات التحالف المهاجمة هذا القصف بانه كان يستهدف مراكز قيادية عراقية لكن أثبتت الأحداث أن تدمير الملجأ كان متعمدًا خاصة وأن الطائرات الأميركية ظلت تحوم فوقه لمدة يومين.
| # | تاريخ الإصدار | الوصف | الصورة | القيمة    | كمية الإصدار |
| - | ------------- | --- | ------ | --------- | ------------ |
| 1 | 13 شباط 2001  | طابع تظهر فيه صورة مرأة تحمل طفلا ميتا، وفي الخلفية صورة ملجأ العامرية يوم قصفه، مع عبارة "ذكرى شهداء أم المعارك" وفي الجانب عبارة "جريمة قصف ملجأ العامرية 13\2\1991". |        | 25 دينارا |              |
| 2 | 13 شباط 2001  | طابع ملون في جانبه عبارة "ذكرى شهداء أم المعارك" وفي أسفله عبارة باللغة الإنجليزية حول ذكرى قصف ملجأ العامرية، وفي الوسط صور حمامات وألوان العلم العراقي الأربعة.       |        | 50 دينارا |              |

أما البطاقة التذكارية:
| # | تاريخ الإصدار | الوصف | الصورة | القيمة     | كمية الإصدار |
| - | ------------- | --- | ------ | ---------- | ------------ |
| - | 13 شباط 2001  | بطاقة تذكارية تظهر فيها صورة مرأة تحمل طفلا ميتا، وفي الخلفية صورة ملجأ العامرية يوم قصفه، مع عبارة "ذكرى شهداء أم المعارك" وفي الجانب عبارة "جريمة قصف ملجأ العامرية 13\2\1991". |        | 250 دينارا |              |

### إصدارات اختراع الكتابة
أصدرت ستة طوابع في ذكرى الألف الخامسة لاختراع الكتابة، فقد ظهرت الكتابة على الألواح الطينية باللغة المسمارية عام 3600 ق.م وكان ينقش على الطين وهو طري بقلم سنه رفيع. ثم يجفف الطين في النار أو الشمس. وربما يعد لوح كيش أقدم الوثائق البشرية حتى الآن.
| # | تاريخ الإصدار | الوصف | الصورة | القيمة     | كمية الإصدار |
| - | ------------- | --- | ------ | ---------- | ------------ |
| 3 | 20 آذار 2001  | طابع تظهر فيه صورة تمثال كوديا ولوح سومري فيه كتابة مسمارية، مع عبارة "الألفية الخامسة لاختراع الكتابة في العراق" وتاريخ "20 \ 3 \ 2001". |        | 25 دينارا  |              |
| 4 | 20 آذار 2001  | طابع تظهر فيه صورة لوح بالكتابة المسمارية البدائية مع صورة نقش لرجلين يعود لحضارات بلاد الرافدين.                                         |        | 50 دينارا  |              |
| 5 | 20 آذار 2001  | طابع تظهر فيه صورة تمثال كوديا ولوح سومري فيه كتابة مسمارية، مع عبارة "الألفية الخامسة لاختراع الكتابة في العراق" وتاريخ "20 \ 3 \ 2001". |        | 75 دينارا  |              |
| 6 | 20 آذار 2001  | طابع تظهر فيه صورة لوح بالكتابة المسمارية البدائية مع صورة نقش لرجلين يغود لحضارات بلاد الرافدين.                                         |        | 100 دينار  |              |
| 7 | 20 آذار 2001  | طابع يظهر فيه تمثال الكاتب دودو وبجانبه اسمه بكتابة سومرية وكذلك باللغة العربية وكذلك باللغة الإنجليزية "DUB-SAR DUDU".                   |        | 150 دينارا |              |
| 8 | 20 آذار 2001  | طابع يظهر فيه تمثال الكاتب دودو وبجانبه اسمه بكتابة سومرية وكذلك باللغة العربية وكذلك باللغة الإنجليزية "DUB-SAR DUDU".                   |        | 250 دينارا |              |

### إصدارات ذكرى تأسيس حزب البعث
أصدرت ثلاثة طوابع في ذكرى تأسيس حزب البعث العربي الاشتراكي:
| #  | تاريخ الإصدار | الوصف | الصورة | القيمة    | كمية الإصدار |
| -- | ------------- | --- | ------ | --------- | ------------ |
| 9  | 7 نيسان 2001  | طابع ملون تظهر فيه وجوه خمسة أشخاص مع يد تحمل مشعلا تظهر ناره بعبارة "البعث طريقنا"، وفي الأسفل عبارة "ذكرى تأسيس حزب البعث العربي الاشتراكي".                                                       |        | 25 دينارا |              |
| 10 | 7 نيسان 2001  | طابع في أعلاه عبارة "ذكرى تأسيس حزب البعث العربي الاشتراكي" مع وجود عبارة "7 نيسان" تتوسط صورتي صدام حسين وميشيل عفلق المحاطتين بعلم فلسطين (وهو نفسه علم حزب البعث).                                |        | 50 دينارا |              |
| 11 | 7 نيسان 2001  | طابع تظهر فيه خريطة الوطن العربي بلون أزرق، تعلوها عبارة "أمة عربية واحدة ذات رسالة خالدة" مع تاريخ "7 نيسان 1947" وفي الأسفل عبارة "الذكرى الرابعة والخمسون لشروق شمس البعث" وتاريخ "7 نيسان 2001". |        | 100 دينار |              |

### إصدارات ذكرى تحرير الفاو
أصدر طابعان في ذكرى تحرير الفاو:
| #  | تاريخ الإصدار | الوصف | الصورة | القيمة    | كمية الإصدار |
| -- | ------------- | --- | ------ | --------- | ------------ |
| 12 | 17 نيسان 2001 | طابع ملون تظهر فيه صورة صدام حسين يجلس داعيا عن مسجد في الفاو مع عبارة "تحرير الفاو" وتاريخ "17 \ 4 \ 1988 - 2001".                                                        |        | 25 دينارا |              |
| 13 | 17 نيسان 2001 | طابع تظهر فيه صورة صدام حسين وصورة جندي يحمل بندقية ويرفع يده بعلامة النصر وخريطة العراق بلون أخضر مع عبارة "الفاو مدينة الفداء وبوابة النصر العظيم" وعبارة "تحرير الفاو". |        | 100 دينار |              |

### إصدارات ميلاد صدام حسين
أصدرت ثلاثة طوابع وبطاقة تذكارية في ذكرى ميلاد صدام حسين:
| #  | تاريخ الإصدار | الوصف | الصورة | القيمة    | كمية الإصدار |
| -- | ------------- | --- | ------ | --------- | ------------ |
| 14 | 28 نيسان 2001 | طابع ملون يغلب عليه اللون البرتقالي المائل إلى البني، يظهر فيه صدام حسين جالسا على كرسي رافعا يده بالتحية مع صورة ورد وعبارة "ذكرى ميلاد السيد الرئيس القائد صدام حسين 2001". |        | 25 دينارا |              |
| 15 | 28 نيسان 2001 | طابع ملون بخلفية زرقاء يظهر فيه صدام حسين جالسا على كرسي وعبارة "ذكرى ميلاد السيد الرئيس القائد صدام حسين 2001".                                                              |        | 50 دينارا |              |
| 16 | 28 نيسان 2001 | طابع ملون يظهر فيه صدام حسين جالسا على كرسي وعنده مجموعة أطفال محتفلين مع عبارة "ذكرى ميلاد السيد الرئيس القائد صدام حسين 28 \ 4 \ 2001".                                     |        | 100 دينار |              |

أما البطاقة التذكارية:
| # | تاريخ الإصدار | الوصف | الصورة | القيمة     | كمية الإصدار |
| - | ------------- | --- | ------ | ---------- | ------------ |
| - | 2001          | بطاقة تذكارية ملونة يظهر فيها صدام حسين واقفا يحيي مجموعة أطفال محتفلين بعيده ميلاده مع عبارة "ذكرى ميلاد السيد الرئيس القائد صدام حسين 28 \ 4 \ 2001". |        | 250 دينارا |              |

### إصدارات الحيوانات
أصدرت ثلاثة طوابع وبطاقة تذكارية تحمل صور حيوانات:
| #  | تاريخ الإصدار | الوصف                                                                              | الصورة | القيمة     | كمية الإصدار |
| -- | ------------- | ---------------------------------------------------------------------------------- | ------ | ---------- | ------------ |
| 17 | 3 آب 2001     | طابع ملون تظهر فيه صورة غزالين (Gazella subgutturosa).                             |        | 100 دينار  |              |
| 18 | 3 آب 2001     | طابع ملون تظهر فيه صورة ثلاثة من الأرانب من نوع القواع الأوروبي (Lepus europaeus). |        | 250 دينارا |              |
| 19 | 3 آب 2001     | طابع ملون تظهر فيه صورة جمال عربية (Camelus dromedaries).                          |        | 500 دينار  |              |

أما البطاقة التذكارية:
| # | تاريخ الإصدار | الوصف | الصورة | القيمة     | كمية الإصدار |
| - | ------------- | --- | ------ | ---------- | ------------ |
| - | 3 آب 2001     | بطاقة تذكارية ملون تظهر فيها صورة حيوانات وهي الحصان والغزال والخروف والجمل والثعلب والأرنب والكلب مع عبارة "حيوانات من العراق". |        | 1000 دينار |              |

### إصدارات الأسماك
أصدرت أربعة طوابع تحمل صور أسماك:
| #  | تاريخ الإصدار | الوصف                                                                                  | الصورة | القيمة     | كمية الإصدار |
| -- | ------------- | -------------------------------------------------------------------------------------- | ------ | ---------- | ------------ |
| 20 | 3 آب 2001     | طابع تظهر فيه صورة ثلاثة من السمك البني (Barbus sharpeyi).                             |        | 25 دينارا  |              |
| 21 | 2001          | طابع تظهر فيه صورة ثلاثة من سمك البز (Barbus esocinus).                                |        | 50 دينارا  |              |
| 22 | 3 آب 2001     | طابع تظهر فيه صورة سمكتين من سمك القطان [الإنجليزية] (Barbus xanthopterus).            |        | 100 دينار  |              |
| 23 | 3 آب 2001     | طابع تظهر فيه صورة أربعة من أسماك الزبيدي الفضي أو باختصار الزبيدي (Pampus argenteus). |        | 150 دينارا |              |

### إصدارات ذكرى أم المعارك
أصدر طابعان في ذكرى أم المعارك:
| #  | تاريخ الإصدار | الوصف | الصورة | القيمة    | كمية الإصدار |
| -- | ------------- | --- | ------ | --------- | ------------ |
| 24 | 4 آب 2001     | طابع ملون تظهر في خلفيته خريطة الوطن العربي، وفي أعلاه علم العراق وقبة الصخرة مع عبارة "واصداماه"، كما بظهر صقر يمزق العلم الأمريكي، مع عبارة "الذكرى العاشرة لأم المعارك الخالدة"، وقيمة الطابع مكتوبة بخط أسود.    |        | 25 دينارا |              |
| 25 | 4 آب 2001     | طابع ملون تظهر في خلفيته خريطة الوطن العربي، وفي أعلاه علم العراق وقبة الصخرة مع عبارة "واصداماه"، كما بظهر صقر يمزق العلم الأمريكي، مع عبارة "الذكرى العاشرة لأم المعارك الخالدة"، وقيمة الطابع مكتوبة بخط أرجواني. |        | 100 دينار |              |

### إصدارات انتفاضة الأقصى
أصدرت ثلاثة طوابع تحتفي بانتفاضة الأقصى:

الصورة الرمزية لعودة وهو يلقي بحجر على دبابة للجيش الإسرائيلي في قطاع غزة بتاريخ 29 تشرين الأول 2000 وقد التقطها المصور لوران ريبورس Laurent Rebours.

لحظة قتل محمد الدرة بعدسة المصور الفرنسي شارل إندرلان لقناة فرنسا 2

| #  | تاريخ الإصدار | الوصف | الصورة | القيمة    | كمية الإصدار |
| -- | ------------- | --- | ------ | --------- | ------------ |
| 26 | 3 أيلول 2001  | طابع ملون فيه صورة صدام حسين مع خريطتي العراق وفلسطين، وتنطلق ثلاثة أشرطة من العراق إلى فلسطين، مكتوب على الشريط الأحمر "الأموال" وعلى الشريط الأبيض "الغذاء" وعلى الشريط الأسود كتابة غير واضحة، مع عبارة "بالدعم المتواصل تستمر الانتفاضة الفلسطينية" وعبارة أخرى باللغة الإنجليزية تشير إلى أنه رغم الحصار على العراق فإن العراق يدعم فلسطين. |        | 25 دينارا |              |
| 27 | 3 أيلول 2001  | طابع تظهر فيه صورة قبة الصخرة وعلم فلسطين ورجل ملثم بكوفية يحمل بندقية، مع عبارة "الانتفاضة الفلسطينية مستمرة حتى النصر 2001". |        | 25 دينارا |              |
| 28 | 3 أيلول 2001  | طابع تظهر فيه صورة قبة الصخرة وعلم فلسطين ورجل ملثم بكوفية يحمل بندقية بيد ويرفع الأخرى بعلامة النصر، مع عبارة "الانتفاضة الفلسطينية مستمرة حتى النصر 2001". |        | 50 دينارا |              |

أما البطاقتان التذكاريتان:
| # | تاريخ الإصدار | الوصف | الصورة | القيمة     | كمية الإصدار |
| - | ------------- | --- | ------ | ---------- | ------------ |
| - | 3 أيلول 2001  | بطاقة تذكارية ملونة تصور مشهد مواجهة الطفل الفلسطيني فارس عودة لدبابة المحتلين ويرميهم بالحجارة مع عبارة "انتفاضة حتى النصر". |        | 250 دينارا |              |
| - | 3 أيلول 2001  | بطاقة تذكارية تصور حادثة مقتل محمد الدرة وصورة قبة الصخرة وعلم فلسطين، مع عبارة "دماء الشهداء تطرز طريق التحرير".             |        | 250 دينارا |              |

### إصدارات تأميم النفط
أصدر طابعان في ذكرى تأميم النفط:
| #  | تاريخ الإصدار | الوصف | الصورة | القيمة    | كمية الإصدار |
| -- | ------------- | --- | ------ | --------- | ------------ |
| 29 | 6 أيلول 2001  | طابع ملون بإطار برتقالي تظهر فيه صورة عمال وبرج بئر نفط وعلم العراق مع عبارة "ذكرى تأميم النفط في العراق في 1 حزيران 1972". |        | 25 دينارا |              |
| 30 | 6 أيلول 2001  | طابع ملون بخلفية زرقاء تظهر فيه صورة برج بئر نفط وعلم العراق وسعفة مع عبارة "ذكرى التأميم العظيم 1 حزيران 2001".            |        | 50 دينارا |              |

### إصدارات كأس العالم للشباب
أصدر طابعان لمناسبة بطولة كأس العالم للشباب في الأرجنتين عام 2001:
| #  | تاريخ الإصدار      | الوصف | الصورة | القيمة    | كمية الإصدار |
| -- | ------------------ | --- | ------ | --------- | ------------ |
| 31 | 7 تشرين الأول 2001 | طابع ملون تظهر في الخلفية خريطة العالم مع صورة ثلاثة لاعبي كرة، مع عبارة "بطولة كأس العالم للشباب 2001". |        | 25 دينارا |              |
| 32 | 7 تشرين الأول 2001 | طابع ملون تظهر في الخلفية جزء من خريطة قارة آسيا مع صورة لاعب كرة وصورة كأس بطولة آسيا للشباب لكرة القدم 2000 مع عبارة باللغة الإنجليزية تشير إلى أن الفريقي العراقي من فاز باللقب، مع عبارة "بطولة كأس العالم للشباب 2001". |        | 50 دينارا |              |

### إصدارات جريمة استخدام اليورانيوم
أصدرت ثلاثة طوابع وبطاقة تذكارية توثق استخدام الأمريكان لليورانيوم المنضب ضد العراق في الحرب:
| #  | تاريخ الإصدار        | الوصف | الصورة | القيمة    | كمية الإصدار |
| -- | -------------------- | --- | ------ | --------- | ------------ |
| 33 | 26 تشرين الثاني 2001 | طابع بخلفية حمراء تظهر رسما يدل على مرأة تسعى مع صورة صاروخ أمريكي وعبارة "جريمة استخدام أسلحة اليورانيوم المنصب ضد قطرنا المناضل".                  |        | 25 دينارا |              |
| 34 | 26 تشرين الثاني 2001 | طابع ملون تظهر صورتين لطفل مشوه ببسبب الإشعاعات مع صورة صواريخ أمريكية وعبارة "جريمة استخدام أسلحة اليورانيوم المنصب ضد قطرنا المناضل".              |        | 25 دينارا |              |
| 35 | 26 تشرين الثاني 2001 | طابع خلفيته بلونين، أزرق وبني، فيه صورة تعبر عن رجل ومرأة وطفل وصورة صاروخ أمريكي مع عبارة "جريمة استخدام أسلحة اليورانيوم المنصب ضد قطرنا المناضل". |        | 50 دينارا |              |

أما البطاقة التذكارية:
| # | تاريخ الإصدار        | الوصف | الصورة | القيمة     | كمية الإصدار |
| - | -------------------- | --- | ------ | ---------- | ------------ |
| - | 26 تشرين الثاني 2001 | بطاقة تذكارية ملونة تظهر صورتين لطفل مشوه ببسبب الإشعاعات مع صورة صواريخ أمريكية وعبارة "جريمة استخدام أسلحة اليورانيوم المنصب ضد قطرنا المناضل". |        | 250 دينارا |              |

## إصدارات 2002
بلغ عدد إصدارات سنة 2002 سبعة عشر إصدارا وقد ضمت 45 طابعا وعشر بطاقات.

### إصدارات عيد الجيش
أصدرت ثلاثة طوابع وبطاقة تذكارية لمناسبة عيد الجيش:

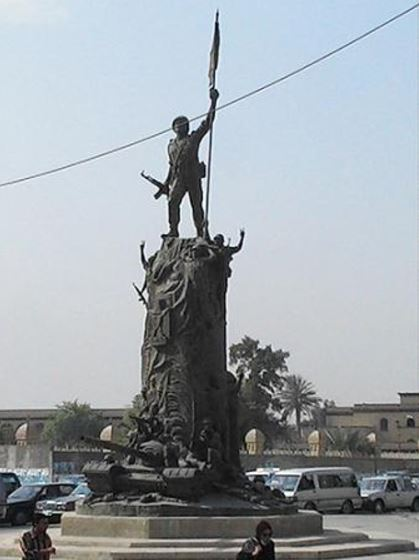
نصب المقاتل العراقي

| # | تاريخ الإصدار       | الوصف | الصورة | القيمة    | كمية الإصدار |
| - | ------------------- | --- | ------ | --------- | ------------ |
| 1 | 6 كانون الثاني 2002 | طابع تظهر فيه صورة جنود ودبابة وسفينة حربية وطائرة عسكرية وعلم العراق. |        | 25 دينارا |              |
| 2 | 6 كانون الثاني 2002 | طابع ملون تظهر فيه صورة نصب المقاتل العراقي الذي كان منصوبا في باب المعظم في بغداد، وحاليا نقل إلى موفع وزارة الدفاع القديمة في باب المعظم بعد إنشاء نفق في موقع النصب. كما يظهر في الطابع عبارة "عيد الجيش 6 كانون الثاني 2002". |        | 50 دينارا |              |
| 3 | 6 كانون الثاني 2002 | طابع ملون تظهر فيه صورة جندي يرتدي خوذة مع علم العراق وصورة دبابة، مع عبارة "6 كانون الثاني" وعبارة "عيد الجيش الأغر". |        | 100 دينار |              |

أما البطاقة التذكارية:
| # | تاريخ الإصدار       | الوصف | الصورة | القيمة     | كمية الإصدار |
| - | ------------------- | --- | ------ | ---------- | ------------ |
| - | 6 كانون الثاني 2002 | بطاقة ملونة تظهر فيها صورة نصب المقاتل العراقي. كما يظهر في البطاقة عبارة "عيد الجيش 6 كانون الثاني 2002". |        | 250 دينارا |              |

### إصدارات ذكرى حرب الخليج
أصدرت طابع واحد في ذكرى حرب الخليج:
| # | تاريخ الإصدار        | الوصف | الصورة | القيمة    | كمية الإصدار |
| - | -------------------- | --- | ------ | --------- | ------------ |
| 4 | 16 كانون الثاني 2002 | طابع ملون تظهر فيه صورة طفلة عليها ملامح الرعب وفي الأعلى صورة ثلاثة مقذوفات مكتوب عليها "USA" وفي الخلفية مظهر انفجارات مع عبارة "ذكرى العدوان على العراق 16 \ 1 \ 1991". |        | 100 دينار |              |

### إصدارات يوم القدس
أصدرت ثلاثة طوابع لمناسبة يوم القدس:
| # | تاريخ الإصدار        | الوصف | الصورة | القيمة    | كمية الإصدار |
| - | -------------------- | --- | ------ | --------- | ------------ |
| 5 | 20 كانون الثاني 2002 | طابع ملون يظهر صورة صدام حسين رافعا سلاح بندقية وبجانبه علم العراق وفي الخلفية مسجد قبة الصخرة وفي الأسفل عبارة "يوم القدس" بلون وردي، ويمتاز الطابع بأن الشريط الأسفل والأيسر بلون أزرق. |        | 25 دينارا |              |
| 6 | 20 كانون الثاني 2002 | طابع ملون يظهر صورة صدام حسين رافعا سلاح بندقية وبجانبه علم العراق وفي الخلفية مسجد قبة الصخرة وفي الأسفل عبارة "يوم القدس" بلون أزرق، ويمتاز الطابع بأن الشريط الأسفل والأيسر بلون أبيض. |        | 50 دينارا |              |
| 7 | 20 كانون الثاني 2002 | طابع ملون يظهر صورة صدام حسين رافعا سلاح بندقية وبجانبه علم العراق وفي الخلفية مسجد قبة الصخرة وفي الأسفل عبارة "يوم القدس" بلون أزرق، ويمتاز الطابع بأن الشريط الأسفل والأيسر بلون وردي. |        | 100 دينار |              |

### إصدارات ذكرى ثورة 8 شباط
أصدر طابعان في ذكرى ثورة 8 شباط:
| # | تاريخ الإصدار | الوصف | الصورة | القيمة    | كمية الإصدار |
| - | ------------- | --- | ------ | --------- | ------------ |
| 8 | 8 شباط 2002   | طابع يفلب عليه اللون الأحمر، تظهر فيه صورة يد بلون أحمر فامق يكسر قيدها، مع ثلاث رايات سوداء وبيضاء وخضراء، مكتوب في كل منها "وحدة" و"حرية" و"اشتراكية" على التوالي. مع عبارة "8 شباط 1963" ومناسبة الإصدار مكتوبة في أسفل الطابع باللغة الإنجليزية. |        | 50 دينارا |              |
| 9 | 8 شباط 2002   | طابع ملون تظهر فيه صورة أشخاص مختلفون مع صورة أنبوب نفط، وفي الخلفية نقوش تاريخية وقبة مسجد، مع عبارة "14 رمضان عروس الثورات 2002". |        | 100 دينار |              |

### إصدارات ذكرى قصف ملجأ العامرية
أصدر طابعان في ذكرى قصف ملجأ العامرية:
| #  | تاريخ الإصدار | الوصف | الصورة    | القيمة    | كمية الإصدار |
| -- | ------------- | --- | --------- | --------- | ------------ |
| 10 | 13 شباط 2002  | طابع ملون تظهر فيه صورة صاروخين مرسوم عليها علم الولايات المتحدة يستهدفان مبنى مكتوب عليه "ملجأ العامرية"، وفي الأسفل عبارة "جريمة قصف ملجأ العامرية 13 \ 2\ 1991" بلون أحمر. |           | 25 دينارا |              |
| 11 | 13 شباط 2002  | طابع ملون تظهر فيه صورة صاروخين مرسوم عليها علم الولايات المتحدة يستهدفان مبنى مكتوب عليه "ملجأ العامرية"، وفي الأسفل عبارة "جريمة قصف ملجأ العامرية 13 \ 2\ 1991" بلون أسود. | 50 دينارا |           |              |

### إصدارات الزهور (مهرجان الربيع)
أصدرت ثلاثة طوابع وبطاقة تذكارية لمناسبة مهرجان الربيع وتحمل صور زهور:
| #  | تاريخ الإصدار | الوصف                                                                                     | الصورة | القيمة     | كمية الإصدار |
| -- | ------------- | ----------------------------------------------------------------------------------------- | ------ | ---------- | ------------ |
| 12 | 21 آذار 2002  | طابع تظهر فيه صورة ورد أحمر اللون مع عبارة "مهرجان الربيع".                               |        | 25 دينارا  |              |
| 13 | 21 آذار 2002  | طابع تظهر فيه صورة ورد أحمر وبرتقالي اللون مع عبارة "مهرجان الربيع".                      |        | 50 دينارا  |              |
| 14 | 21 آذار 2002  | طابع تظهر فيه صورة زهرات نرجس وقرنفل وخشخاش بألوان صفراء وحمراء مع عبارة "مهرجان الربيع". |        | 150 دينارا |              |

أما البطاقة التذكارية:
| # | تاريخ الإصدار | الوصف                                                                                  | الصورة | القيمة     | كمية الإصدار |
| - | ------------- | -------------------------------------------------------------------------------------- | ------ | ---------- | ------------ |
| - | 21 آذار 2002  | بطاقة ملونة بإطار برتقالي، تظهر فيها باقة زهور منوعة مع عبارة "21 آذار مهرجان الربيع". |        | 250 دينارا |              |

### إصدارات السنة الهجرية الجديدة
أصدرت ثلاثة طوابع لمناسبة السنة الهجرية الجديدة:
| #  | تاريخ الإصدار | الوصف | الصورة | القيمة    | كمية الإصدار |
| -- | ------------- | --- | ------ | --------- | ------------ |
| 15 | 11 نيسان 2002 | طابع ملون تظهر فيه صورة الكعبة والمسجد الحرام يمينا وصورة المسجد النبوي يسارا، مع عبارة "ذكرى السنة الهجرية المباركة 1423". |        | 25 دينارا |              |
| 16 | 11 نيسان 2002 | طابع بإطار أصفر تظهر فيه صورة المسجد النبوي وهلال مع عبارة "السنة الهجرية المباركة 1423" بخط الثلث.                         |        | 50 دينارا |              |
| 17 | 11 نيسان 2002 | طابع بخلفية زرقاء تظهر فيه حمامة في عشها عن الغار مع عبارة "السنة الهجرية المباركة 1423".                                   |        | 75 دينارا |              |

### إصدارات يوم البريد
أصدر طابعان لمناسبة يوم البريد:
| #  | تاريخ الإصدار | الوصف | الصورة | القيمة    | كمية الإصدار |
| -- | ------------- | --- | ------ | --------- | ------------ |
| 18 | 22 نيسان 2002 | طابع بخلفية ملونة متدرجة بين الأصفر والأخضر والأزرق، تظهر فيه صورة ظرف بريدي وصورة حمامة مع عبارة "يوم البريد".                     |        | 50 دينارا |              |
| 19 | 22 نيسان 2002 | طابع بحاشية تشبه حاشية الظروف البريدية، تظهر فيه وسائل نقل مختلفة وهي القطار والسفينة والطائرة مع خريطة العالم وعبارة "يوم البريد". |        | 100 دينار |              |

أما البطاقة التذكارية:
| # | تاريخ الإصدار | الوصف | الصورة | القيمة     | كمية الإصدار |
| - | ------------- | --- | ------ | ---------- | ------------ |
| - | 22 نيسان 2002 | بطاقة تذكارية بخلفية داكنة تظهر فيها الكرة الأرضية وظرف بريدي ملصق عليه طابع بريدي ومكتوب عليه "2002" مع عبارة "يوم البريد". |        | 250 دينارا |              |

### إصدارات ميلاد الرئيس صدام حسين
أصدرت أربعة طوابع وبطاقتان تذكاريتان لمناسبة ذكرى ميلاد الرئيس صدام حسين. صورة صدام حسين على الطوابع الأربعة تظهر في مراحل مختلفة من حياته، فالطابع الأقل قيمة يبدو في صورة أصغر عمرا، والطابع الأكثر قيمة صورته بعمر أكبر.
| #  | تاريخ الإصدار | الوصف | الصورة | القيمة    | كمية الإصدار |
| -- | ------------- | --- | ------ | --------- | ------------ |
| 20 | 28 نيسان 2002 | طابع ملون تظهر فيها صورة صدام حسين وبجانبه علم العراق بحاشية برتقالية مع عبارة "ذكرى ميلاد السيد الرئيس القائد صدام حسين 28 \ 4 \ 1937". |        | 25 دينارا |              |
| 21 | 28 نيسان 2002 | طابع ملون تظهر فيها صورة صدام حسين وبجانبه علم العراق بحاشية أرجوانية مع عبارة "ذكرى ميلاد السيد الرئيس القائد صدام حسين 28 \ 4 \ 1937". |        | 50 دينارا |              |
| 22 | 28 نيسان 2002 | طابع ملون تظهر فيها صورة صدام حسين وبجانبه علم العراق بحاشية خضراء مع عبارة "ذكرى ميلاد السيد الرئيس القائد صدام حسين 28 \ 4 \ 1937".    |        | 75 دينارا |              |
| 23 | 28 نيسان 2002 | طابع ملون تظهر فيها صورة صدام حسين وبجانبه علم العراق بحاشية زرقاء مع عبارة "ذكرى ميلاد السيد الرئيس القائد صدام حسين 28 \ 4 \ 1937".    |        | 100 دينار |              |

أما البطاقتان التذكاريتان:
| # | تاريخ الإصدار | الوصف | الصورة | القيمة     | كمية الإصدار |
| - | ------------- | --- | ------ | ---------- | ------------ |
| - | 28 نيسان 2002 | بطاقة تذكارية ملونة بحاشية زرقاء تظهر فيها صورة صدام حسين مرتديا زيا عربيا، مع عبارة "ذكرى ميلاد السيد الرئيس القائد صدام حسين 28 \ 4 \ 1937".     |        | 250 دينارا |              |
| - | 28 نيسان 2002 | بطاقة تذكارية ملونة تظهر فيها صورة صدام حسين محاطة بزهور، مع عبارة "ذكرى ميلاد السيد الرئيس القائد صدام حسين 28 \ 4 \ 1937" مع عبارة "ميلاد سعيد". |        | 250 دينارا |              |

### إصدارات كأس العالم لكرة القدم
أصدرت ثلاثة طوابع وبطاقة تذكارية لمناسبة كأس العالم لكرة القدم عام 2002 في كوريا الجنوبية واليابان:
| #  | تاريخ الإصدار | الوصف | الصورة | القيمة     | كمية الإصدار |
| -- | ------------- | --- | ------ | ---------- | ------------ |
| 24 | 30 أيار 2002  | طابع بخلفية زرقاء تظهر فيه صورة كأس بطولة كأس العالم وصورة حارس مرمى يمسك الكرة مع عبارة "بطولة كأس العالم لكرة القدم - كوريا اليابان - 2002". |        | 50 دينارا  |              |
| 25 | 30 أيار 2002  | طابع بخلفية برتقالية تظهر فيه صورة كأس بطولة كأس العالم وصورة لاعب كرة قدم مع عبارة "بطولة كأس العالم لكرة القدم - كوريا اليابان - 2002".      |        | 100 دينار  |              |
| 26 | 30 أيار 2002  | طابع بخلفية أرجوانية تظهر فيه صورة كأس بطولة كأس العالم وصورة لاعب كرة قدم مع عبارة "بطولة كأس العالم لكرة القدم - كوريا اليابان - 2002".      |        | 150 دينارا |              |

أما البطاقة التذكارية:
| # | تاريخ الإصدار | الوصف | الصورة | القيمة     | كمية الإصدار |
| - | ------------- | --- | ------ | ---------- | ------------ |
| - | 30 أيار 2002  | بطاقة تذكارية بخلفية أرجوانية تظهر فيه صورة كأس بطولة كأس العالم ملون بصورة لاعبي كرة قدم وشعار بطولة كأس العالم لكرة القدم عام 2002 في كوريا الجنوبية واليابان مع عبارة "بطولة كأس العالم لكرة القدم - كوريا اليابان - 2002". |        | 250 دينارا |              |

### إصدارات الذكرى الثانية لانتفاضة الأقصى
أصدر طابع واحد يحتفي بالذكرى الثانية لانتفاضة الأقصى:
| #  | تاريخ الإصدار | الوصف                                                                                         | الصورة | القيمة     | كمية الإصدار |
| -- | ------------- | --------------------------------------------------------------------------------------------- | ------ | ---------- | ------------ |
| 27 | 5 حزيران 2002 | طابع ملون يظهر فيه رسم تعبيري فيه علم فلسطين وبندقية وصورة مرأة مع عبارة "انتفاضة حتى النصر". |        | 5000 دينار |              |

### إصدارات المساجد
أصدرت ثلاثة طوابع تصور مساجد:
| #  | تاريخ الإصدار  | الوصف | الصورة | القيمة    | كمية الإصدار |
| -- | -------------- | --- | ------ | --------- | ------------ |
| 28 | 10 حزيران 2002 | طابع ملون بإطار أخضر تظهر فيه صورة جامع معروف الكرخي في بغداد مع عبارة "ثمرة الحملة الإيمانية المباركة". |        | 25 دينارا |              |
| 29 | 10 حزيران 2002 | طابع ملون بإطار أخضر تظهر فيه صورة جامع المعز في بغداد مع عبارة "ثمرة الحملة الإيمانية المباركة".        |        | 50 دينارا |              |
| 30 | 10 حزيران 2002 | طابع ملون بإطار أخضر تظهر فيه صورة جامع أم المعارك في بغداد مع عبارة "ثمرة الحملة الإيمانية المباركة".   |        | 75 دينارا |              |

### إصدارات يوم النصر
أصدر طابعان مع بطاقة لمناسبة ذكرى يوم النصر:
| #  | تاريخ الإصدار | الوصف | الصورة | القيمة    | كمية الإصدار |
| -- | ------------- | --- | ------ | --------- | ------------ |
| 31 | 8 آب 2002     | طابع ملون تظهر فيه صورة صدام حسين وعلم العراق وسعفة وصورة صقر مع عبارة "يوم النصر العظيم"، وقيمة الطابع مكتوبة بلون أرجواني. |        | 25 دينارا |              |
| 32 | 8 آب 2002     | طابع ملون تظهر فيه صورة صدام حسين وعلم العراق وسعفة وصورة صقر مع عبارة "يوم النصر العظيم"، وقيمة الطابع مكتوبة بلون أسود.    |        | 50 دينارا |              |

أما البطاقة التذكارية:
| # | تاريخ الإصدار | الوصف                                                                          | الصورة | القيمة     | كمية الإصدار |
| - | ------------- | ------------------------------------------------------------------------------ | ------ | ---------- | ------------ |
| - | 8 آب 2002     | بطاقة تذكارية ملونة تظهر فيها صورة رأس عقاب رخماء مع عبارة "يوم النصر العظيم". |        | 150 دينارا |              |

### إصدارات القوارب
أصدرت ثلاثة طوابع تصور القوارب التراثية:
| #  | تاريخ الإصدار | الوصف                                                                                            | الصورة | القيمة     | كمية الإصدار |
| -- | ------------- | ------------------------------------------------------------------------------------------------ | ------ | ---------- | ------------ |
| 33 | 10 أيلول 2002 | طابع ملون تظهر فيه صورة قفة وقارب قصب [الإنجليزية] وطوف مع عبارة "وسائل نقل مائية عراقية قديمة". |        | 150 دينارا |              |
| 34 | 10 أيلول 2002 | طابع ملون تظهر فيه صورة سفينة شراعية مع عبارة "سفينة بابلية".                                    |        | 250 دينارا |              |
| 35 | 10 أيلول 2002 | طابع ملون تظهر فيه صورة سفينة شراعية مع عبارة "سفينة بابلية".                                    |        | 500 دينار  |              |

### إصدارات الأعلام العراقيين
أصدرت أربعة طوابع وبطاقة تذكارية تصور أعلاما عراقيين:
| #  | تاريخ الإصدار       | الوصف                                                   | الصورة | القيمة    | كمية الإصدار |
| -- | ------------------- | ------------------------------------------------------- | ------ | --------- | ------------ |
| 36 | 15 تشرين الأول 2002 | طابع ملون تظهر فيه صورة جميل صدقي الزهاوي (1863-1936).  |        | 25 دينارا |              |
| 37 | 15 تشرين الأول 2002 | طابع ملون تظهر فيه صورة عبد المحسن الكاظمي (1868-1935). |        | 50 دينارا |              |
| 38 | 15 تشرين الأول 2002 | طابع ملون تظهر فيه صورة بدر شاكر السياب (1926-1964).    |        | 75 دينارا |              |
| 39 | 15 تشرين الأول 2002 | طابع ملون تظهر فيه صورة معروف الرصافي (1877-1945).      |        | 100 دينار |              |

أما البطاقة التذكارية:
| # | تاريخ الإصدار       | الوصف                                                       | الصورة | القيمة     | كمية الإصدار |
| - | ------------------- | ----------------------------------------------------------- | ------ | ---------- | ------------ |
| - | 15 تشرين الأول 2002 | بطاقة تذكارية ملونة تظهر فيها صورة بدر شاكر السياب مع ورود. |        | 150 دينارا |              |

### إصدارات يوم الاستفتاء
أصدر طابعان وبطاقة تذكارية لمناسبة يوم الاستفتاء:
| #  | تاريخ الإصدار       | الوصف | الصورة | القيمة     | كمية الإصدار |
| -- | ------------------- | --- | ------ | ---------- | ------------ |
| 40 | 15 تشرين الأول 2002 | طابع ملون تظهر فيه صورة صدام مع يدين تحمل قلب حب محاط بالورود مكتوب عليها "نعم نعم للقائد صدام حسين" وصورة أشخاص محتفلين، مع عبارة "يوم الاستفتاء 15 \ 10 \ 2002".                                                           |        | 100 دينار  |              |
| 41 | 15 تشرين الأول 2002 | طابع ملون بخلفية بينة مصفرة، تظهر فيه صورة قبضة يد مع صندوق اقتراع ملون بصورة حشد من الناس يظهر معهم علم العراق مع ورقة اقتراع مكتوب عليها "نعم نعم للقائد صدام حسين"، وفي جانب الطابع عبارة "يوم الاستفتاء 15 \ 10 \ 2002". |        | 150 دينارا |              |

أما البطاقة التذكارية:
| # | تاريخ الإصدار       | الوصف | الصورة | القيمة     | كمية الإصدار |
| - | ------------------- | --- | ------ | ---------- | ------------ |
| - | 15 تشرين الأول 2002 | بطاقة تذكارية ملونة تظهر فيها صورة صدام مع يدين تحمل قلب حب محاط بالورود مكتوب عليها "نعم نعم للقائد صدام حسين" وصورة أشخاص محتفلين، مع عبارة "يوم الاستفتاء 15 \ 10 \ 2002". |        | 250 دينارا |              |

### إصدارات يوم بغداد
أصدرت ثلاثة طوابع وبطاقة تذكارية لمناسبة يوم بغداد:
| #  | تاريخ الإصدار        | الوصف                                                                                                | الصورة | القيمة    | كمية الإصدار |
| -- | -------------------- | --- | ------ | --------- | ------------ |
| 42 | 15 تشرين الثاني 2002 | طابع ملون تظهر فيه صورة مرأة تمسك مغزلا وبجانبها طفلة مع عبارة "أم المغزل" وعبارة "يوم بغداد".       |        | 25 دينارا |              |
| 43 | 15 تشرين الثاني 2002 | طابع ملون تظهر فيه صورة رجل بائع وبجانبه طفلان مع عبارة "بائع ؟؟؟" وعبارة "يوم بغداد".               |        | 50 دينارا |              |
| 44 | 15 تشرين الثاني 2002 | طابع ملون تظهر فيه صورة مرأتان جالستان تتحدثان وأمامهما سفرة طعام مع عبارة "؟؟؟" وعبارة "يوم بغداد". |        | 75 دينارا |              |

أما البطاقة التذكارية:
| # | تاريخ الإصدار        | الوصف | الصورة | القيمة     | كمية الإصدار |
| - | -------------------- | --- | ------ | ---------- | ------------ |
| - | 15 تشرين الثاني 2002 | بطاقة تذكارية ملون تظهر فيها صورة أربعة من الرجال العازفين بآلات موسيقية متنوعة مع عبارة "الجالغي البغدادي" وعبارة "يوم بغداد". |        | 250 دينارا |              |

## إصدارات 2003
بلغ عدد إصدارات سنة 2003 إصدارين وقد ضمت 7 طوابع وبطاقة واحدة.

### إصدارات الحيوانات المنقرضة
أصدرت خمسة طوابع وبطاقة تذكارية تحمل صور حيوانات عراقية منقرضة:
| # | تاريخ الإصدار        | الوصف                                                                                     | الصورة | القيمة     | كمية الإصدار |
| - | -------------------- | ----------------------------------------------------------------------------------------- | ------ | ---------- | ------------ |
| 1 | 10 كانون الثاني 2003 | طابع ملون تظهر فيه صورة المهاة (Oryx leucoryx) مع عبارة "حيوانات عراقية منقرضة".          |        | 25 دينارا  |              |
| 2 | 10 كانون الثاني 2003 | طابع ملون تظهر فيه صورة الفهد الصياد (Acinonyx jubatus) مع عبارة "حيوانات عراقية منقرضة". |        | 50 دينارا  |              |
| 3 | 10 كانون الثاني 2003 | طابع ملون تظهر فيه صورة أسد بابل (Panthera leo) مع عبارة "حيوانات عراقية منقرضة".         |        | 75 دينارا  |              |
| 4 | 10 كانون الثاني 2003 | طابع ملون تظهر فيه صورة القندس (Castor fiber) مع عبارة "حيوانات عراقية منقرضة".           |        | 100 دينار  |              |
| 5 | 10 كانون الثاني 2003 | طابع ملون تظهر فيه صورة الأخدر (Equus hemionus) مع عبارة "حيوانات عراقية منقرضة".         |        | 150 دينارا |              |

أما البطاقة التذكارية:
| # | تاريخ الإصدار        | الوصف                                                                                        | الصورة | القيمة     | كمية الإصدار |
| - | -------------------- | -------------------------------------------------------------------------------------------- | ------ | ---------- | ------------ |
| - | 10 كانون الثاني 2003 | بطاقة تذكارية ملونة تظهر فيها صورة أسد بابل (Panthera leo) مع عبارة "حيوانات عراقية منقرضة". |        | 250 دينارا |              |

### إصدارات جامعة صدام
أصدر طابعان في تحتفي بجامعة صدام (جامعة النهرين حاليا):
| # | تاريخ الإصدار | الوصف                                                                           | الصورة | القيمة    | كمية الإصدار |
| - | ------------- | ------------------------------------------------------------------------------- | ------ | --------- | ------------ |
| 6 | 5 شباط 2003   | طابع بخلفية صفراء مع شعار جامعة صدام وعبارة "الذكرى العاشرة لتأسيس جامعة صدام". |        | 50 دينارا |              |
| 7 | 5 شباط 2003   | طابع بخلفية زرقاء مع شعار جامعة صدام وعبارة "الذكرى العاشرة لتأسيس جامعة صدام". |        | 100 دينار |              |

## إصدارات 2004
بلغ عدد إصدارات سنة 2004 إصدار واحد فقط وقد ضم 5 طوابع فقط.

### إصدارات وسائل النقل
أصدرت خمسة طوابع تحتفي بوسائل النقل القديمة، والطوابع مؤرخة بتاريخ سنة 2003:
| # | تاريخ الإصدار     | الوصف                                                                                   | الصورة | القيمة     | كمية الإصدار |
| - | ----------------- | --------------------------------------------------------------------------------------- | ------ | ---------- | ------------ |
| 1 | كانون الثاني 2004 | طابع ملون تظهر فيه صورة أشخاص يركبون قفة مع عبارة "وسائط نقل قديمة".                    |        | 50 دينارا  |              |
| 2 | كانون الثاني 2004 | طابع ملون تظهر فيه صورة عربة يجرها حصان مع عبارة "وسائط نقل قديمة".                     |        | 100 دينار  |              |
| 3 | كانون الثاني 2004 | طابع ملون تظهر فيه صورة ترام مجرور بالخيول مع عبارة "وسائط نقل قديمة".                  |        | 250 دينارا |              |
| 4 | كانون الثاني 2004 | طابع ملون تظهر فيه صورة مرأة تقود مشحوفا محملا بالقصب الجاف مع عبارة "وسائط نقل قديمة". |        | 500 دينار  |              |
| 5 | كانون الثاني 2004 | طابع ملون تظهر فيه صورة قافلة إبل مع عبارة "وسائط نقل قديمة".                           |        | 5000 دينار |              |

## إصدارات 2005
لم يصدر أي إصدار هذا العام

## إصدارات 2006
بلغ عدد إصدارات سنة 2006 خمسة إصدارات وقد ضمت 11 طابعا وثلاث بطاقات.

### أصدار يوم نوروز
أصدر طابع واحد بمناسبة يوم نوروز:
| # | تاريخ الإصدار | الوصف                                                               | الصورة | القيمة     | كمية الإصدار |
| - | ------------- | ------------------------------------------------------------------- | ------ | ---------- | ------------ |
| 1 | 16 آذار 2006  | طابع تظهر فيه صورة فتاة محاطة بالزهور مع عبارة "21 آذار عيد نوروز". |        | 250 دينارا |              |

### أصدارات يوم السيادة
أصدر طابعان احتفاء بيوم السيادة الذي يقصد به عودة السيادة العراقية بعد الاحتلال [الإنجليزية] بعد رحيل الحاكم الأمريكي بول بريمر في 28 حزيران 2004 وتسليم السيادة لحكومة عراقية ابتداء من 30 حزيران 2004:
| # | تاريخ الإصدار | الوصف | الصورة | القيمة     | كمية الإصدار |
| - | ------------- | --- | ------ | ---------- | ------------ |
| 2 | 7 أيلول 2006  | طابع ملون تظهر فيه خريطة العراق مع صور مواطنين عراقيين ونخلة وعلم العراق مع عبارة "يوم السيادة 30-6-2004" وعبارة "العراق لكل العراقيين".                   |        | 100 دينار  |              |
| 3 | 7 أيلول 2006  | طابع ملون بإطار أخضر، تظهر فيه خريطة العراق مكتوب عليها "30 حزيران 2004" ويدين تحيطان بشمس مع عبارة "يوم السيادة 30-6-2004" وعبارة "العراق لكل العراقيين". |        | 250 دينارا |              |

### أصدارات حضارة العراق
أصدرت ثلاثة طوابع وبطاقة تذكارية تحتفي ببعض آثار حضارة العراق:
| # | تاريخ الإصدار | الوصف | الصورة | القيمة     | كمية الإصدار |
| - | ------------- | --- | ------ | ---------- | ------------ |
| 4 | 11 أيلول 2006 | طابع ملون تظهر فيه صورة تمثال شبعاد مع عبارة "حضارة العراق"، والطابع مؤرخ في أسفله بسنة 2005.                             |        | 100 دينار  |              |
| 5 | 11 أيلول 2006 | طابع ملون تظهر فيه صورة رأس الثور الموجود على القيثارة السومرية مع عبارة "حضارة العراق"، والطابع مؤرخ في أسفله بسنة 2005. |        | 150 دينارا |              |
| 6 | 11 أيلول 2006 | طابع ملون تظهر فيه صورة ثور مجنح مع عبارة "حضارة العراق"، والطابع مؤرخ في أسفله بسنة 2005.                                |        | 200 دينار  |              |

أما البطاقة التذكارية:
| # | تاريخ الإصدار | الوصف | الصورة | القيمة     | كمية الإصدار |
| - | ------------- | --- | ------ | ---------- | ------------ |
| - | 11 أيلول 2006 | بطاقة تذكارية ملونة تظهر فيها صور نقوش بوابة عشتار مع عبارة "حضارة العراق"، والبطاقة التذكارية مؤرخة في أسفلها بسنة 2005. |        | 250 دينارا |              |

### أصدارات الألعاب الأولمبية
أصدر طابعان وبطاقة تذكارية احتفاء بدورة الألعاب الأولمبية الصيفية عام 2004 في أثينا عاصمة اليونان:
| # | تاريخ الإصدار      | الوصف | الصورة | القيمة     | كمية الإصدار |
| - | ------------------ | --- | ------ | ---------- | ------------ |
| 7 | 1 تشرين الأول 2006 | طابع ملون تظهر فيه صورة لاعبي كرة قدم وشعار دورة الألعاب الأولمبية الصيفية مع عبارة "الدولة الأولمبية أثينا 2004".           |        | 100 دينار  |              |
| 8 | 1 تشرين الأول 2006 | طابع ملون تظهر فيه صورة متسابقين في رياضة الركض وشعار دورة الألعاب الأولمبية الصيفية مع عبارة "الدولة الأولمبية أثينا 2004". |        | 150 دينارا |              |

أما البطاقة التذكارية:
| # | تاريخ الإصدار      | الوصف | الصورة | القيمة    | كمية الإصدار |
| - | ------------------ | --- | ------ | --------- | ------------ |
| - | 1 تشرين الأول 2006 | طابع ملون تظهر فيه صورة رياضيين في رياضات مختلفة مع شعار دورة الألعاب الأولمبية الصيفية وعبارة "الدولة الأولمبية أثينا 2004". |        | 500 دينار |              |

### أصدارات اللوحات العراقية
أصدرت ثلاث طوابع وبطاقة تذكارية تحمل صور لوحات فنية مع اسم الفنان الرسام:
| #  | تاريخ الإصدار | الوصف | الصورة | القيمة     | كمية الإصدار |
| -- | ------------- | --- | ------ | ---------- | ------------ |
| 9  | 2006          | طابع تظهر فيه صورة لوحة للرسام أكرم شكري تظهر فيها مرأتان، مع عبارة لوحات عراقية، والطابع مؤرخ بسنة 2005.         |        | 100 دينار  |              |
| 10 | 2006          | طابع تظهر فيه صورة لوحة المراكب للرسام حافظ الدروبي، مع عبارة لوحات عراقية، والطابع مؤرخ بسنة 2005.               |        | 150 دينارا |              |
| 11 | 2006          | طابع تظهر فيه صورة لوحة للرسام فائق حسن تظهر فيها رجل يمتطي حصانا، مع عبارة لوحات عراقية، والطابع مؤرخ بسنة 2005. |        | 200 دينار  |              |

أما البطاقة التذكارية:
| # | تاريخ الإصدار | الوصف | الصورة | القيمة     | كمية الإصدار |
| - | ------------- | --- | ------ | ---------- | ------------ |
| - | 2006          | بطاقة تذكارية تظهر فيها صورة لوحة للرسام حافظ الدروبي لمراكب تحت ضوء القمر، مع عبارة لوحات عراقية، والبطاقة التذكارية مؤرخة بسنة 2005. |        | 250 دينارا |              |

## إصدارات 2007
بلغ عدد إصدارات سنة 2007 أحد عشر إصدارا وقد ضمت 23 طابعا وأربع بطاقات.

### أصدارات الزهور
أصدرت ثلاثة طوابه تحمل صور زهور:
| # | تاريخ الإصدار | الوصف                                                | الصورة | القيمة     | كمية الإصدار |
| - | ------------- | ---------------------------------------------------- | ------ | ---------- | ------------ |
| 1 | 10 نيسان 2007 | طابع ملون تظهر فيه صورة شقائق النعمان (Anemone)      |        | 250 دينارا |              |
| 2 | 10 نيسان 2007 | طابع ملون تظهر فيه صورة البنفسج (Viola odorata)      |        | 750 دينارا |              |
| 3 | 10 نيسان 2007 | طابع ملون تظهر فيه صورة ست الحسن (Atropa belladonna) |        | 1000 دينار |              |

### أصدارات الفراشات
أصدرت ثلاثة طوابه تحمل صور فراشات:
| # | تاريخ الإصدار | الوصف                                                                        | الصورة | القيمة     | كمية الإصدار |
| - | ------------- | ---------------------------------------------------------------------------- | ------ | ---------- | ------------ |
| 4 | 23 نيسان 2007 | طابع ملون تظهر فيه صورة فراشة من نوع (Papilio demodocus).                    |        | 100 دينار  |              |
| 5 | 23 نيسان 2007 | طابع ملون تظهر فيه صورة فراشة من نوع أبو دقيق البرسيم (Precis orithya).      |        | 250 دينارا |              |
| 6 | 23 نيسان 2007 | طابع ملون تظهر فيه صورة فراشة من نوع فراشة البكورية الطبية (Colias croceus). |        | 500 دينار  |              |

أما البطاقة التذكارية:
| # | تاريخ الإصدار | الوصف                                                                | الصورة | القيمة     | كمية الإصدار |
| - | ------------- | -------------------------------------------------------------------- | ------ | ---------- | ------------ |
| - | 23 نيسان 2007 | بطاقة تذكارية ملونة تظهر فيها صورة فراشة من نوع (Papilio demodocus). |        | 1000 دينار |              |

### أصدار الماجينة
أصدر طابع واحد يحتفي بتقليد الماجينة التراثي:
| # | تاريخ الإصدار | الوصف                                                                    | الصورة | القيمة     | كمية الإصدار |
| - | ------------- | ------------------------------------------------------------------------ | ------ | ---------- | ------------ |
| 7 | 5 أيار 2007   | طابع ملون يظهر فيه رسم لأطفال يحتفلون بالماجينة. والطابع مؤرخ بسنة 2006. |        | 5000 دينار |              |

### أصدارات الصناعات الشعبية
أصدرت ثلاث طوابع وبطاقة تذكارية تحتفي بالصناعات الشعبية:
| #  | تاريخ الإصدار | الوصف                                                                       | الصورة | القيمة     | كمية الإصدار |
| -- | ------------- | --------------------------------------------------------------------------- | ------ | ---------- | ------------ |
| 8  | 22 أيار 2007  | طابع فيه رسم رجل يعمل بنسج السجاد [الإنجليزية] مع عبارة "الصناعات الشعبية". |        | 250 دينارا |              |
| 9  | 22 أيار 2007  | طابع فيه رسم رجل يعمل بالتطريز مع عبارة "الصناعات الشعبية".                 |        | 350 دينارا |              |
| 10 | 22 أيار 2007  | طابع فيه رسم رجل يعمل بصناعة السلال مع عبارة "الصناعات الشعبية".            |        | 500 دينار  |              |

### بطاقة التراثيات العراقيات
أصدرت بطاقة تذكارية واحدة تحتفي بالتراثيات العراقيات:
| # | تاريخ الإصدار  | الوصف | الصورة | القيمة     | كمية الإصدار |
| - | -------------- | --- | ------ | ---------- | ------------ |
| - | 20 حزيران 2007 | بطاقة تذكارية ملونة تظهر فيها رسمتين، الأولى لامرتين والثانية لامرأة مع طلفها، مع عبارة "تراثيات عراقية"، والبطاقة مؤرخة بسنة 2006. |        | 1000 دينار |              |

### أصدارات مصرف الرافدين
أصدرت أربعة طوابع لمناسبة الذكرى الخامسة والستون لتأسيس مصرف الرافدين:
| #  | تاريخ الإصدار | الوصف | الصورة | القيمة     | كمية الإصدار |
| -- | ------------- | --- | ------ | ---------- | ------------ |
| 11 | 10 تموز 2007  | طابع بخلفية زرقاء مع رقم "65" في الخلفية وشعار مصرف الرافدين في الوسط، وعبارة "ذكرى مرور 65 عاما على تأسيس مصرف الرافدين 1941-2006"، والطابع مؤرخ بسنة 2006.    |        | 100 دينار  |              |
| 12 | 10 تموز 2007  | طابع بخلفية برتقالية مع رقم "65" في الخلفية وشعار مصرف الرافدين في الوسط، وعبارة "ذكرى مرور 65 عاما على تأسيس مصرف الرافدين 1941-2006"، والطابع مؤرخ بسنة 2006. |        | 150 دينارا |              |
| 13 | 10 تموز 2007  | طابع بخلفية بنية مع رقم "65" في الخلفية وشعار مصرف الرافدين في الوسط، وعبارة "ذكرى مرور 65 عاما على تأسيس مصرف الرافدين 1941-2006"، والطابع مؤرخ بسنة 2006.     |        | 250 دينارا |              |
| 14 | 10 تموز 2007  | طابع بخلفية بنفسجية مع رقم "65" في الخلفية وشعار مصرف الرافدين في الوسط، وعبارة "ذكرى مرور 65 عاما على تأسيس مصرف الرافدين 1941-2006"، والطابع مؤرخ بسنة 2006.  |        | 500 دينار  |              |

### أصدارات الطيور
أصدرت ثلاث طوابع وبطاقة تذكارية تظهر عليها صور طيور:
| #  | تاريخ الإصدار | الوصف | الصورة | القيمة     | كمية الإصدار |
| -- | ------------- | --- | ------ | ---------- | ------------ |
| 15 | 19 تموز 2007  | طابع ملون تظهر عليه صورة عدد من طيور وأفراخ الوز الأربد (Anser anser).                                                 |        | 150 دينارا |              |
| 16 | 19 تموز 2007  | طابع ملون تظهر عليه صورة عدد من طيور وأفراخ الوروار العراقي (وروار أزرق الخد أو وروار مدغشقري) (Merops superciliosus). |        | 250 دينارا |              |
| 17 | 19 تموز 2007  | طابع ملون تظهر عليه صورة عدد من طيور القطا العراقي (Pterocles alchata).                                                |        | 500 دينار  |              |

أما البطاقة التذكارية:
| # | تاريخ الإصدار | الوصف                                                                         | الصورة | القيمة     | كمية الإصدار |
| - | ------------- | ----------------------------------------------------------------------------- | ------ | ---------- | ------------ |
| - | 19 تموز 2007  | بطاقة تذكارية ملونة تظهر عليها صورة عدد من طيور الخضيري (Anas platyrhynchos). |        | 1500 دينار |              |

### أصدارات الفنانين
أصدرت أربعة طوابع تحمل صور فنانين:
| #  | تاريخ الإصدار      | الوصف                                                                     | الصورة | القيمة     | كمية الإصدار |
| -- | ------------------ | ------------------------------------------------------------------------- | ------ | ---------- | ------------ |
| 18 | 1 تشرين الأول 2007 | طابع تظهر فيه صورة محمد القبانجي (1900-1989) مع نوتة موسيقية.             |        | 250 دينارا |              |
| 19 | 1 تشرين الأول 2007 | طابع تظهر فيه صورة حقي الشبلي (1913-1985).                                |        | 500 دينار  |              |
| 20 | 1 تشرين الأول 2007 | طابع تظهر فيه صورة ناظم الغزالي (1921-1963) وهو يغني.                     |        | 750 دينارا |              |
| 21 | 1 تشرين الأول 2007 | طابع تظهر فيه صورة منير بشير (1930-1997)، وهو يعزف على العود مع صورة عود. |        | 1000 دينار |              |

### أصدارات الفولكلور
أصدر طابعان يعنيان بالفولكلور أو الثراث العراقي:
| #  | تاريخ الإصدار                   | الوصف | الصورة | القيمة     | كمية الإصدار |
| -- | ------------------------------- | --- | ------ | ---------- | ------------ |
| 22 | تشرين الأول أو كانون الأول 2007 | طابع ملون تظهر فيه صورة رجل بائع وبجانبه أطفال مع عبارة "بائع بيض اللقلق"، علما أن الطابع مؤرخ بسنة 2006.            |        | 100 دينار  |              |
| 23 | تشرين الأول أو كانون الأول 2007 | طابع ملون تظهر فيه صورة مرأة وبنتها مع عبارة "الهباشة"، هيث تستعمل المرأة هاون ومدقة، علما أن الطابع مؤرخ بسنة 2006. |        | 250 دينارا |              |

## إصدارات 2008
بلغ عدد إصدارات سنة 2008 ستة إصدارات وقد ضمت 9 طوابع وبطاقتان، ضمنها الإصدارات المسحوبة.

### بطاقة بغداد في المساء
أصدرت بطاقة تذكارية تحمل صورة لبغداد في المساء:
| # | تاريخ الإصدار | الوصف | الصورة | القيمة     | كمية الإصدار |
| - | ------------- | --- | ------ | ---------- | ------------ |
| - | أيار 2008     | بطاقة تذكارية تظهر فيها صورة لبغداد في المساء ويظهر فيها نهر دجلة ونصب الحرية وساحة التحرير والحضرة الكاظمية. |        | 1000 دينار |              |

### بطاقة الخط العربي
أصدرت بطاقة تذكارية سحبت بعد أيام من إطلاقها:
| # | تاريخ الإصدار | الوصف | الصورة | القيمة     | كمية الإصدار |
| - | ------------- | --- | ------ | ---------- | ------------ |
| - | 25 أبار 2008  | بطاقة تذكارية بألوان داكنة في وسطها عبارة "التغافل أفضل من الباطل" بشكل دائري. والبطاقة مؤرخة بسنة 2006. |        | 1500 دينار |              |

### إصدارات الخط العربي المسحوب
أصدر طابعان يحتفيان بالخط العربي مؤرخان بسنة 2006، لكنه سحبا خلال أيام بسبب خطأ بيها:

طابع مسحوب غير مدرج في قوائم الطوابع العالمية

| # | تاريخ الإصدار  | الوصف                                                | الصورة | القيمة     | كمية الإصدار |
| - | -------------- | ---------------------------------------------------- | ------ | ---------- | ------------ |
| - | 13 حزيران 2008 | طابع فيه مخطوطة بشكل طير، والطابع مؤرخ بسنة 2006.    |        | 250 دينارا |              |
| - | 13 حزيران 2008 | طابع فيه مخطوطة بشكل متناظر، والطابع مؤرخ بسنة 2006. |        | 1000 دينار |              |

### إصدارات المصالحة الوطنية
أصدرت ثلاثة طوابع تعنى بالمصالحة الوطنية:
| # | تاريخ الإصدار       | الوصف | الصورة | القيمة     | كمية الإصدار |
| - | ------------------- | --- | ------ | ---------- | ------------ |
| 1 | 27 تشرين الأول 2008 | طابع ملون تظهر فيها صورة بنت تمسك بخريطة العراق الملونة بلون أخضر مع صورة شمس مكتوب جنبها "المصالحة الوطنية" وصورة القيثارة السومرية، وفي الأسفل عبارة "المصالحة الوطنية ونبذ للإرهاب". |        | 250 دينارا |              |
| 2 | 27 تشرين الأول 2008 | طابع ملون تظهر فيه صورة طفلين وجمجة وعبارة "لا للعنف" وعبارة "المصالحة الوطنية ونبذ للإرهاب".                                                                                           |        | 500 دينار  |              |
| 3 | 27 تشرين الأول 2008 | طابع ملون تظهر فيه صورة طفل ممسك ببندقية وعبارة "لا للعنف" وعبارة "المصالحة الوطنية ونبذ للإرهاب".                                                                                      |        | 750 دينارا |              |

### إصدار العلاقات مع الصين
أصدر طابع واحد بمناسبة ذكرى مرور خمسين عاما على العلاقات بين العراق والصين:
| # | تاريخ الإصدار       | الوصف | الصورة | القيمة    | كمية الإصدار |
| - | ------------------- | --- | ------ | --------- | ------------ |
| 4 | 28 تشرين الأول 2008 | طابع بخلفية برتقالية، يظهر فيها علمي العراق والصين معقودان، مع عبارة "ذكرى مرور 55 عاما على العلاقات الدبلوماسية العراقية - الصينية" بلغات عربية وصينية وإنجليزية. |        | 500 دينار |              |

### إصدار مهرجان المتنبي الشعري
أصدر طابع واحد لمناسبة مهرجان المتنبي الشعري:
| # | تاريخ الإصدار      | الوصف | الصورة | القيمة     | كمية الإصدار |
| - | ------------------ | --- | ------ | ---------- | ------------ |
| 5 | 7 كانون الأول 2008 | طابع ملون تظهر فيه صورة تمثال المتنبي في بغداد وصورة حصان مع بيت شعري للمتنبي: أنا الذي نظر الأعمى إلى أدبي - وأسمعت كلماتي من به صمم وعبارة "مهرجان المتنبي الشعري السابع 2008". |        | 5000 دينار |              |

### إصدارات المقابر الجماعية
أصدر طالعان يصوران المقابر الجماعية:
| # | تاريخ الإصدار       | الوصف | الصورة | القيمة     | كمية الإصدار |
| - | ------------------- | --- | ------ | ---------- | ------------ |
| 6 | 14 كانون الأول 2008 | ظابع بخلفية زرقاء، تظهر فيه ثلاثة صور للمقابر الجماعية في العراق وصورة وردة مع عبارة "الذكرى السنوية للمقابر الجماعية". |        | 250 دينارا |              |
| 7 | 14 كانون الأول 2008 | ظابع بخلفية خضراء، تظهر فيه ثلاثة صور للمقابر الجماعية في العراق وصورة وردة مع عبارة "الذكرى السنوية للمقابر الجماعية". |        | 500 دينار  |              |

## إصدارات 2009
بلغ عدد إصدارات سنة 2009 ثمان إصدارات وقد ضمت 20 طابعا وأربع بطاقات.

### إصدارات إعادة الآثار المسروقة
أصدرت ثلاثة طوابع تحتفي بالحملة الدولية لإعادة آثار العراق المسروقة:
| # | تاريخ الإصدار | الوصف | الصورة | القيمة     | كمية الإصدار |
| - | ------------- | --- | ------ | ---------- | ------------ |
| 1 | 15 آذار 2009  | طابع تظهر فيه صورة بوابة عشتار وتمثال من آثار الحضر وتمثال لأسد مع عبارة "الحملة الدولية لإعادة آثار العراق المسروقة".    |        | 250 دينارا |              |
| 2 | 15 آذار 2009  | طابع تظهر فيه صورة بوابة عشتار وتمثالين وغيرها مع عبارة "الحملة الدولية لإعادة آثار العراق المسروقة".                     |        | 500 دينارا |              |
| 3 | 15 آذار 2009  | طابع تظهر فيه صورة بوابة عشتار ورأس تمثال من آثار الحضر وآثار أخرى مع عبارة "الحملة الدولية لإعادة آثار العراق المسروقة". |        | 750 دينارا |              |

### إصدار الحفاظ على البيئة
أصدر طابع واحد يختص بموضوع الحفاظ على البيئة:
| # | تاريخ الإصدار | الوصف | الصورة | القيمة     | كمية الإصدار |
| - | ------------- | --- | ------ | ---------- | ------------ |
| 4 | 29 آذار 2009  | طابع يغلب عليه اللون البني الغامق تظهر فيه صورة مدخنتين عملاقتين تنفثان الدخان مع عبارة "الحفاظ على البيئة". |        | 1000 دينار |              |

### إصدار الأهوار
أصدر طابع واحد يختص بالحملة الدولية لإعادة إحياء الأهوار:
| # | تاريخ الإصدار | الوصف | الصورة | القيمة      | كمية الإصدار |
| - | ------------- | --- | ------ | ----------- | ------------ |
| 5 | 22 نيسان 2009 | طابع ملون تظهر فيه صورة مشحوف تقوده مرأة في الهور مع صورة طير خضيري جالسا في الماء وطيور تحلق في الهواء وصوره مضيف من القصب ونخيل مع عبارة "الحملة الدولية لإعادة إحياء الأهوار". |        | 10000 دينار |              |

### إصدارات يوم الطفل العالمي
أصدرت خمسة طوابع وبطاقة تذكارية لمناسبة يوم الطفل العالمي:
| #  | تاريخ الإصدار | الوصف | الصورة | القيمة    | كمية الإصدار |
| -- | ------------- | --- | ------ | --------- | ------------ |
| 6  | 2 حزيران 2009 | طابع يحمل صورة لرسمة رسمها طفل تظهر طفلا وطفلة مع عبارة "يوم الطفل العالمي".                                                       |        | 50 دينارا |              |
| 7  | 2 حزيران 2009 | طابع يحمل صورة لرسمة رسمها طفل تظهر طلفتين مع عبارة "يوم الطفل العالمي".                                                           |        | 50 دينارا |              |
| 8  | 2 حزيران 2009 | طابع يحمل صورة لرسمة رسمها طفل تظهر مرأة تلبس ملابس تقليدية ورجل يلبس زيا عربيا ورجل يرتدي زيا كرديا مع عبارة "يوم الطفل العالمي". |        | 50 دينارا |              |
| 9  | 2 حزيران 2009 | طابع يحمل صورة لرسمة رسمها طفل تظهر أما وطفلة مع عبارة "يوم الطفل العالمي".                                                        |        | 50 دينارا |              |
| 10 | 2 حزيران 2009 | طابع يحمل صورة لرسمة رسمها طفل تظهر ثلاث طفلات مع عبارة "يوم الطفل العالمي".                                                       |        | 50 دينارا |              |

أما البطاقة التذكارية:
| # | تاريخ الإصدار | الوصف                                                                                       | الصورة | القيمة    | كمية الإصدار |
| - | ------------- | ------------------------------------------------------------------------------------------- | ------ | --------- | ------------ |
| - | 2 حزيران 2009 | بطاقة تذكارية ملون تظهر رسمة رسمها طفل لأم وطفل صغير في حضنها مع عبارة "يوم الطفل العالمي". |        | 500 دينار |              |

### إصدارات كأس القارات
أصدرت ثلاثة طوابع وبطاقة تذكارية احتفاء بمشاركة العراق في كأس القارات في جنوب إفريقيا سنة 2009:
| #  | تاريخ الإصدار  | الوصف | الصورة | القيمة     | كمية الإصدار |
| -- | -------------- | --- | ------ | ---------- | ------------ |
| 11 | 14 حزيران 2009 | طابع بخلفية زرقاء وحمراء مع شعار بطولة كأس القارات وصورة حارس مرمى يمسك الكرة، وعبارة "أسود الرافدين أبطال آسيا" وعبارة "كأس العالم للقارات".            |        | 100 دينار  |              |
| 12 | 14 حزيران 2009 | طابع بخلفية برتقالية وحمراء مع شعار بطولة كأس القارات وصورة لاعب كرة قدم يحاول ركل الكرة، وعبارة "أسود الرافدين أبطال آسيا" وعبارة "كأس العالم للقارات". |        | 250 دينارا |              |
| 13 | 14 حزيران 2009 | طابع بخلفية خضراء وصفراء مع شعار بطولة كأس القارات وصورة لاعب كرة قدم يركل الكرة، وعبارة "أسود الرافدين أبطال آسيا" وعبارة "كأس العالم للقارات".         |        | 500 دينارا |              |

أما البطاقة التذكارية:
| # | تاريخ الإصدار  | الوصف | الصورة | القيمة     | كمية الإصدار |
| - | -------------- | --- | ------ | ---------- | ------------ |
| - | 14 حزيران 2009 | طابع بخلفية خضراء وصفراء مع شعار بطولة كأس القارات، وعبارة "أسود الرافدين أبطال آسيا" وعبارة "كأس العالم للقارات". |        | 750 دينارا |              |

### إصدارات أسبوع السياحة
أصدرت أربعة طوابع مع بطاقة تذكارية تحتفي بأسبوع السياحة:
| #  | تاريخ الإصدار | الوصف                                                                                              | الصورة | القيمة     | كمية الإصدار |
| -- | ------------- | -------------------------------------------------------------------------------------------------- | ------ | ---------- | ------------ |
| 14 | 13 تموز 2009  | طابع ملون تظهر فيه صورة لوحة فنية مع عبارة "الأسبوع السياحي العراقي" مع تاريخ "19-24 \ 11 \ 2008". |        | 250 دينارا |              |
| 15 | 13 تموز 2009  | طابع ملون تظهر فيه صورة لوحة فنية مع عبارة "الأسبوع السياحي العراقي" مع تاريخ "19-24 \ 11 \ 2008". |        | 250 دينارا |              |
| 16 | 13 تموز 2009  | طابع ملون تظهر فيه صورة لوحة فنية مع عبارة "الأسبوع السياحي العراقي" مع تاريخ "19-24 \ 11 \ 2008". |        | 250 دينارا |              |
| 17 | 13 تموز 2009  | طابع ملون تظهر فيه صورة لوحة فنية مع عبارة "الأسبوع السياحي العراقي" مع تاريخ "19-24 \ 11 \ 2008". |        | 250 دينارا |              |

أما البطاقة التذكارية:
| # | تاريخ الإصدار | الوصف                                                                            | الصورة | القيمة    | كمية الإصدار |
| - | ------------- | -------------------------------------------------------------------------------- | ------ | --------- | ------------ |
| - | 13 تموز 2009  | بطاقة تذكارية ملونة تظهر فيها صورة لوحة فنية مع عبارة "الأسبوع السياحي العراقي". |        | 500 دينار |              |

### إصدارات القدس عاصمة الثقافة العربية
أصدر طابع واحد مع بطاقة تذكارية احتفاء باختيار القدس عاصمة للثقافة العربية:
| #  | تاريخ الإصدار | الوصف | الصورة | القيمة     | كمية الإصدار |
| -- | ------------- | --- | ------ | ---------- | ------------ |
| 18 | 2 آب 2009     | طابع بخلفية برتقالية تظهر فيه صورة شعار وعبارة "القدس عاصمة الثقافة العربية" تحيطها كلمة "القدس" مكررة بالخط الكوفي. |        | 250 دينارا |              |

مع بطاقة تذكارية:
| # | تاريخ الإصدار | الوصف | الصورة | القيمة     | كمية الإصدار |
| - | ------------- | --- | ------ | ---------- | ------------ |
| - | 3 آب 2009     | بطاقة تذكارية بخلفية خضراء تظهر فيها صورة شعار وعبارة "القدس عاصمة الثقافة العربية" تحيطها كلمة "القدس" مكررة بالخط الكوفي. |        | 750 دينارا |              |

### إصدارات عمو بابا
أصدر طابعان احتفاء بالمدرب عمو بابا:
| #  | تاريخ الإصدار       | الوصف | الصورة | القيمة     | كمية الإصدار |
| -- | ------------------- | --- | ------ | ---------- | ------------ |
| 19 | 30 كانون الأول 2009 | طابع بإطار وردي، تظهر فيه صورة نصفية لعمو بابا، وصورته عندما كان لاعب كرة قدم شاب بلعب لصالح المنتخب العراقي لكرة القدم، مع عبارة "شيخ المدربين عمو بابا". |        | 250 دينارا |              |
| 20 | 30 كانون الأول 2009 | طابع بإطار أخضر، تظهر فيه صورة نصفية لعمو بابا، وصورته مدرب يداعب الكرة بقدمه، مع عبارة "شيخ المدربين عمو بابا".                                           |        | 500 دينارا |              |

## إصدارات 2010
بلغ عدد إصدارات سنة 2010 ستة عشر إصدارا وقد ضمت 39 طابعا وبطاقة.

### إصدارات القطارات
أصدرت ثلاثة طوابع وباطقة تذكارية تحتفي بذكرى تأسيس السكك الحديدية في العراق:
| # | تاريخ الإصدار        | الوصف | الصورة | القيمة     | كمية الإصدار |
| - | -------------------- | --- | ------ | ---------- | ------------ |
| 1 | 20 كانون الثاني 2010 | طابع ملون تظهر فيه صورة قاطرة بخارية وشعار الشركة العامة لسكك الحديد العراقية مع عبارة "ذكرى تأسيس السكك العراقية". |        | 250 دينارا |              |
| 2 | 20 كانون الثاني 2010 | طابع ملون تظهر فيه صورة قاطرة ديزل وشعار الشركة العامة لسكك الحديد العراقية مع عبارة "ذكرى تأسيس السكك العراقية".   |        | 500 دينار  |              |
| 3 | 20 كانون الثاني 2010 | طابع ملون تظهر فيه صورة قاطرة بخارية وشعار الشركة العامة لسكك الحديد العراقية مع عبارة "ذكرى تأسيس السكك العراقية". |        | 750 دينارا |              |

مع بطاقة تذكارية:
| # | تاريخ الإصدار        | الوصف | الصورة | القيمة     | كمية الإصدار |
| - | -------------------- | --- | ------ | ---------- | ------------ |
| - | 20 كانون الثاني 2010 | طابع ملون تظهر فيه صورة قاطرة ديزل وشعار الشركة العامة لسكك الحديد العراقية، وفي الخلفية صورة محطة بغداد العالمية، مع عبارة "ذكرى تأسيس السكك العراقية". |        | 1000 دينار |              |

### إصدارات الانتخابات
أصدرت ثلاثة طوابع تحتفي بانتخابات مجلس النواب في العراق لعام 2010:
| # | تاريخ الإصدار | الوصف | الصورة | القيمة     | كمية الإصدار |
| - | ------------- | --- | ------ | ---------- | ------------ |
| 4 | 2 آذار 2010   | طابع بخلفية ملونة مع صورة نخلة ورسم مشتق من شعار المفوضية العليا المستقلة للانتخابات في العراق بلون أزرق وعبارة "العراق ينتخب". |        | 250 دينارا |              |
| 5 | 2 آذار 2010   | طابع بخلفية ملونة مع صورة نخلة ورسم مشتق من شعار المفوضية العليا المستقلة للانتخابات في العراق بلون أخضر وعبارة "العراق ينتخب". |        | 500 دينار  |              |
| 6 | 2 آذار 2010   | طابع بخلفية ملونة مع صورة نخلة ورسم مشتق من شعار المفوضية العليا المستقلة للانتخابات في العراق بلون أحمر وعبارة "العراق ينتخب". |        | 1000 دينار |              |

### إصدارات الكشافة
أصدرت أربعة طوابع وبطاقة تذكارية احتفاء بيوم الأخوة الكشفية العربية:
| #  | تاريخ الإصدار | الوصف | الصورة | القيمة     | كمية الإصدار |
| -- | ------------- | --- | ------ | ---------- | ------------ |
| 7  | 23 آذار 2010  | طابع جابنه الأيسر أصفر اللون تظهر فيه صورة شعار وصورة ولد ينفخ بالبوق، مع كلمة "الأشبال" وعبارة "يوم الأخوة الكشفية العربية".                  |        | 250 دينارا |              |
| 8  | 23 آذار 2010  | طابع بإطار وردي اللون تظهر فيه صورة شعار وصورة بنات يرتدين زيا وردي اللون وهن في حديقة، مع كلمة "الزهرات" وعبارة "يوم الأخوة الكشفية العربية". |        | 250 دينارا |              |
| 9  | 23 آذار 2010  | طابع جابنه الأيسر رمادي اللون تظهر فيه صورة شعار وصورة شباب يرفعون علما على السارية، مع كلمة "الكشافة" وعبارة "يوم الأخوة الكشفية العربية".    |        | 250 دينارا |              |
| 10 | 23 آذار 2010  | طابع بإطار أزرق اللون تظهر فيه صورة شعار وصورة بنات يقفن في حالة استعداد، مع كلمة "المرشدات" وعبارة "يوم الأخوة الكشفية العربية".              |        | 250 دينارا |              |

أما البطاقة التذكارية:
| # | تاريخ الإصدار | الوصف | الصورة | القيمة     | كمية الإصدار |
| - | ------------- | --- | ------ | ---------- | ------------ |
| - | 23 آذار 2010  | بطاقة تذكارية بخلفية غامقة اللون مع نقوش، تظهر فيها صورتان، أحدهما لكشافة يرفعون علم الكشافة على سارية، والأخرى لمرشدات يرفعن علم العراق على سارية، مع عبارة "يوم الأخوة الكشفية العربية". |        | 1000 دينار |              |

### إصدارات يوم البريد العراقي
أصدر طابعان لمناسبة يوم البريد العراقي:
| #  | تاريخ الإصدار | الوصف | الصورة | القيمة     | كمية الإصدار |
| -- | ------------- | --- | ------ | ---------- | ------------ |
| 11 | 22 نيسان 2010 | طابع يغلب عليه اللون الأصفر فيه صورة ظرف ملصقة عليه صورة طابع صادر سنة 2008 (إصدار مهرجان المتنبي الشعري) ومكتوب على الظرف "العراق - بغداد مديرية البريد والتوفير"، مع عبارة "22 \ 4 \ 2010 يوم البريد العراقي".                 |        | 250 دينارا |              |
| 12 | 22 نيسان 2010 | طابع يغلب عليه اللون الأصفر تظهر عليه صورة لوح مكتوب عليه كتابة مسمارية، وكذلك صورة ظرف ملصقة عليه صورة طابع صادر سنة 1932 تظهر عليه صورة الملك فيصل الأول (طالع: هنا)، مع عبارة "22 \ 4 \ 2010 يوم البريد العراقي" وصورة حمامة. |        | 500 دينار  |              |

### إصدارات الديناصورات
ثمانية طوابع على شكل شريطين كل شريط منهما فيه أربعة طوابع بصورة واحدة متكاملة، وقيمة الطابع موجودة في أسفل الطابع، وطبعة هذا الإصدار على شكل طبقة مكونة ثلاثة مجموعات في الطبقة الواحدة، مع شريط أسفل من أربعة قطع تفصل بينها ثقوب فصل الطوابع مكتوب في الشريط الأسفل عبارة "حيوانات ما قبل التاريخ". طبعت هذه الطوابع في لبنان وتصور مزيجًا فوضويًا للغاية من الحيوانات التي عاشت في مواقع مختلفة وفي أوقات جيولوجية مختلفة. كانت الطوابع مثقبة بغرابة بسبب قطع بعض الحيوانات في المنتصف بسبب الثقوب الفاصلة بين الطوابع. تستند الرسوم الموجودة في الطوابع في أشكال الحيوانات إلى الرسوم التوضيحية القديمة لفنانين مشهورين مثل زدينيك بوريان [الإنجليزية] ورودولف زالينجر [الإنجليزية].
أما الكائنات الظاهرة في مجموعة الطوابع فهي مذكورة في الوصف أدناه:
| #  | تاريخ الإصدار | الوصف | الصورة | القيمة     | كمية الإصدار |
| -- | ------------- | --- | ------ | ---------- | ------------ |
| 13 | 8 حزيران 2010 | طابع يحمل الرمز "34/10-1" وهو الأول من اليمين في السطر الأول وتظهر فيه صور تيرانوصور وتيرانودون وإغواندون.                 |        | 250 دينارا | 500000       |
| 14 | 8 حزيران 2010 | طابع يحمل الرمز "34/10-2" وهو الثاني من السطر الأول وتظهر فيه صور طير وغاستورنيس وكائن من عظائيات الأرجل البدائية.         |        | 250 دينارا | 500000       |
| 15 | 8 حزيران 2010 | طابع يحمل الرمز "34/10-3" وهو الثالث من اليمين في السطر الأول وتظهر فيه صور تيرانودون وكائن من التروداكتيليات وطائر السمك. |        | 250 دينارا | 500000       |
| 16 | 8 حزيران 2010 | طابع يحمل الرمز "34/10-4" وهو الأخير من اليسار في السطر الأول وتظهر فيه صور تيرانودون وكائن من الأسمسوريس.                 |        | 250 دينارا | 500000       |
| 17 | 8 حزيران 2010 | طابع يحمل الرمز "34/10-5" وهو الأول من اليمين في السطر الثاني وتظهر فيه صورة ديميترودون.                                   |        | 250 دينارا | 500000       |
| 18 | 8 حزيران 2010 | طابع يحمل الرمز "34/10-6" وهو الثاني من اليمين في السطر الثاني وتظهر فيه صور تمساح وكائن من وحشيات الأرجل.                 |        | 250 دينارا | 500000       |
| 19 | 8 حزيران 2010 | طابع يحمل الرمز "34/10-7" وتظهر فيه صور نصف ستيغوصور وأباتوصور.                                                            |        | 250 دينارا | 500000       |
| 20 | 8 حزيران 2010 | طابع يحمل الرمز "34/10-8" وتظهر فيه صور تيرانوصور ونصف ستيغوصور                                                            |        | 250 دينارا | 500000       |

وأصدر مع الطوابع بطاقتين تذكاريتين:
| # | تاريخ الإصدار | الوصف | الصورة | القيمة    | كمية الإصدار |
| - | ------------- | --- | ------ | --------- | ------------ |
| - | 8 حزيران 2010 | بطاقة تذكارية ملونة تحمل الرمز "34/10-9" وتظهر فيها صور ديميترودون وديناصور من وحشيات الأرجل وأركيوبتركس، مع عبارة "حيوانات ما قبل التاريخ".                                           |        | 500 دينار | 500000       |
| - | 8 حزيران 2010 | بطاقة تذكارية ملونة تحمل الرمز "34/10-10" وتظهر فيها صور كائنات صغيرة من وحشيات الأرجل وطيريات الأرجل وعظائيات محاكية الطيور وأربعة من التيرانودون، مع عبارة "حيوانات ما قبل التاريخ". |        | 500 دينار | 500000       |

### إصدارات كأس العالم 2010
أصدرت أربعة طوابع وبطاقة تذكارية لمناسبة بطولة كأس العالم في جنوب إفريقيا سنة 2010:
| #  | تاريخ الإصدار | الوصف | الصورة | القيمة     | كمية الإصدار |
| -- | ------------- | --- | ------ | ---------- | ------------ |
| 21 | 12 تموز 2010  | طابع بخلفية ملونة تظهر فيه صورة حارس مرمى محاولا رمي الكرة مع شعار بطولة كأس العالم وعبارة "بطولة كأس العالم لكرة القدم جنوب إفريقيا".                 |        | 250 دينارا |              |
| 22 | 12 تموز 2010  | طابع بخلفية ملونة تظهر فيه صورة لاعب كرة قدم يرتدي ملابس خضراء يركض محتفلا مع شعار بطولة كأس العالم وعبارة "بطولة كأس العالم لكرة القدم جنوب إفريقيا". |        | 500 دينار  |              |
| 23 | 12 تموز 2010  | طابع بخلفية ملونة تظهر فيه صورة لاعب كرة قدم يحاول ركل الكرة مع شعار بطولة كأس العالم وعبارة "بطولة كأس العالم لكرة القدم جنوب إفريقيا".               |        | 750 دينارا |              |
| 24 | 12 تموز 2010  | طابع بخلفية ملونة تظهر فيه صورة لاعب كرة قدم يحاول ركل الكرة مع شعار بطولة كأس العالم وعبارة "بطولة كأس العالم لكرة القدم جنوب إفريقيا".               |        | 1000 دينار |              |

أما البطاقة التذكارية:
| # | تاريخ الإصدار | الوصف | الصورة | القيمة     | كمية الإصدار |
| - | ------------- | --- | ------ | ---------- | ------------ |
| - | 12 تموز 2010  | بطاقة تذكارية بخلفية زرقاء تظهر فيها كرة في الشباك وصورة لاعب يركض محتفل ولاعب آخر يجري بكرة مع شعار بطولة كأس العالم وعبارة "بطولة كأس العالم لكرة القدم جنوب إفريقيا". |        | 1000 دينار |              |

### إصدارات القرآن
أصدر طابع واحد وبطاقة تذكارية واحدة بمناسبة الحملة الوطنية للقرآن الكريم:
| #  | تاريخ الإصدار | الوصف | الصورة | القيمة     | كمية الإصدار |
| -- | ------------- | --- | ------ | ---------- | ------------ |
| 19 | 11 آب 2010    | طابع بألوان بين الأصفر والأحمر والبني، يظهر في وسطه صورة مصحف مع عبارة "القرآن الكريم" وعبارة "الحملة الوطنية للقرآن الكريم". |        | 250 دينارا |              |

أما البطاقة التذكارية:
| # | تاريخ الإصدار | الوصف | الصورة | القيمة    | كمية الإصدار |
| - | ------------- | --- | ------ | --------- | ------------ |
| - | 11 آب 2010    | بطاقة تذكارية بخلفية زرقاء، تظهر فيها صورة مصحف مع عبارة "القرآن الكريم" محاطة بنقش وعبارة "الحملة الوطنية للقرآن الكريم". |        | 500 دينار |              |

### إصدارات السنة الدولية للشباب
أصدر طابعان احتفاء بالسنة الدولية للشباب (2010) [الإنجليزية]:
| #  | تاريخ الإصدار | الوصف | الصورة | القيمة     | كمية الإصدار |
| -- | ------------- | --- | ------ | ---------- | ------------ |
| 20 | 8 أيلول 2010  | طابع بخلفية ملونة تظهر فيه صورة تعبيرية لشاب وشابة بلونين أبيض وأحمر، مع عبارة "السنة الدولية للشباب 2010".               |        | 250 دينارا |              |
| 21 | 8 أيلول 2010  | طابع بخلفية ملونة تظهر فيه دائرة بلونين أبيض وأزرق تظهر وجهين لشاب وشابة مع شمعة وغصن وعبارة "السنة الدولية للشباب 2010". |        | 250 دينارا |              |

### إصدارات منظمة أوبك
إصدار طابعان لمناسبة اليوبيل الذهبي لمنظمة أوبك:
| #  | تاريخ الإصدار | الوصف | الصورة | القيمة     | كمية الإصدار |
| -- | ------------- | --- | ------ | ---------- | ------------ |
| 22 | 14 أيلول 2010 | طابع ملون بإطار برتقالي، تظهر فيه خريطة العراق ملونة بمعالم العراق مع عبارة "اليوبيل الذهبي لمنظمة الأوبك" وشعار المناسبة وهي شعار منظمة أوبك مع رقم "50" بلون أخضر.            |        | 250 دينارا |              |
| 23 | 14 أيلول 2010 | طابع ملون بإطار أخضر، تظهر فيه بعض معالم العراق مع عبارة "اليوبيل الذهبي لمنظمة الأوبك" وشعار المناسبة وهي شعار منظمة أوبك مع رقم "50" بلون أخضر وفي خلفية الشعار خريطة العالم. |        | 500 دينار  |              |

### إصدار كركوك
أصدر طابع واحد احتفاء باختيار كركوك عاصمة للثقافة العراقية سنة 2010:
| #  | تاريخ الإصدار      | الوصف                                                                                        | الصورة | القيمة     | كمية الإصدار |
| -- | ------------------ | -------------------------------------------------------------------------------------------- | ------ | ---------- | ------------ |
| 24 | 4 تشرين الأول 2010 | طابع ملون يظهر فيه علم العراق وجزء من قلعة كركوك وعبارة "كركوك عاصمة الثقافة العراقية 2010". |        | 1000 دينار |              |

### إصدارات حقوق الطفل
أصدرت ثلاثة طوابع تعنى بحماية حقوق الطفل:
| #  | تاريخ الإصدار       | الوصف | الصورة | القيمة     | كمية الإصدار |
| -- | ------------------- | --- | ------ | ---------- | ------------ |
| 25 | 20 تشرين الأول 2010 | طابع ملون يغلب عليه اللون البني تظهر فيه صورة تعبيرية لثلاثة وجوه باسمة، وكذلك صورة طفل وذراع شخص بالغ ممسكة بيد الطفل، مع عبارة "حمية حقوق الطفل" في جانب الطابع.            |        | 500 دينار  |              |
| 26 | 20 تشرين الأول 2010 | طابع ملون يغلب عليه اللونان الأزق والأخضر، تظهر فيه صورة تعبيرية لثلاثة وجوه باسمة، وكذلك صورة طفل يكتب معادلة حسابية على السبورة، مع عبارة "حمية حقوق الطفل" في جانب الطابع. |        | 750 دينارا |              |
| 27 | 20 تشرين الأول 2010 | طابع بالألوان الأصفر والأسود والبني، تظهر فيه صورة تعبيرية لثلاثة وجوه باسمة، وكذلك صورة أطفال في لعبة دوامة خيل، مع عبارة "حمية حقوق الطفل" في جانب الطابع.                  |        | 1000 دينار |              |